# Bradysia hilaris
Bradysia hilaris är en tvåvingeart som först beskrevs av Johannes Winnertz 1867.  Bradysia hilaris ingår i släktet Bradysia och familjen sorgmyggor.
Artens utbredningsområde är Tyskland. Inga underarter finns listade i Catalogue of Life.